# آبراهه‌های آمستردام
کانال‌های آمستردام به مجموعه بیش از صد کیلومتر آبراهه، ۹۰ جزیره، و ۱٬۵۰۰ پل در آمستردام هلند گفته می‌شود. اولین آبراهه‌ها در سده هفدهم در دوران طلایی هلند کنده شدند. در کنار این آبراهه‌ها بیش از ۱۵۵۰ یادمان قرار دارد. در سال ۲۰۱۰ کانال‌های آمستردام به عنوان یکی از میراث جهانی یونسکو ثبت شد که شهرت آمستردام را به عنوان «ونیز شمال» بیشتر کرد.

## تاریخ
بخش اعظم سیستم کانال آمستردام نتیجه موفقیت آمیز برنامه ریزی شهری است. در اوایل قرن 17 ، با افزایش مهاجرت ، طرحی جامع جمع آوری شد و خواستار چهار محفظه اصلی کانونی ، نیمه متمرکز کانال با انتهای آن در خلیج بود. سه کانال بیشتر برای ساخت و سازهای مسکونی (کانال Herengracht یا "کانال Patricians" ، Keizergracht یا "کانال Emperor's" ؛ و Prinsengracht یا "کانال Prince" (کانال شاهزاده)) ، و یک کانال چهارم بیرونی Singelgracht برای اهداف دفاعی و مدیریت آب. این طرح همچنین کانالهای اتصال را در امتداد شعاع پیش بینی کرده بود. مجموعه ای از کانال های موازی در محله جوردان (در اصل برای حمل و نقل کالا ، به عنوان مثال ، آبجو). تبدیل یک کانال محیطی موجود ، داخلی (Singel) از یک هدف دفاعی به توسعه مسکونی و تجاری. و بیش از صد پل هدف دفاعی Nassau / Stadhouderskade توسط گاوصندوقهای خاکی و خاکی با دروازه هایی در نقاط ترانزیت و حمل و نقل استفاده می شد اما در غیر این صورت هیچ روبنائی برای سنگ تراشی وجود ندارد.